# Bahnhof Oschatz
Der Bahnhof Oschatz ist eine Betriebsstelle der Bahnstrecke Leipzig–Dresden und der hier beginnenden Schmalspurbahn Oschatz–Mügeln–Döbeln auf dem Gemeindegebiet der Stadt Oschatz in Sachsen. Bis 1972 war der Bahnhof zudem Ausgangspunkt der Schmalspurbahn nach Strehla. Zu Zeiten der größten Ausdehnung besaß der Bahnhof 25 Normalspur- und 18 Schmalspurgleise. 

## Geschichte

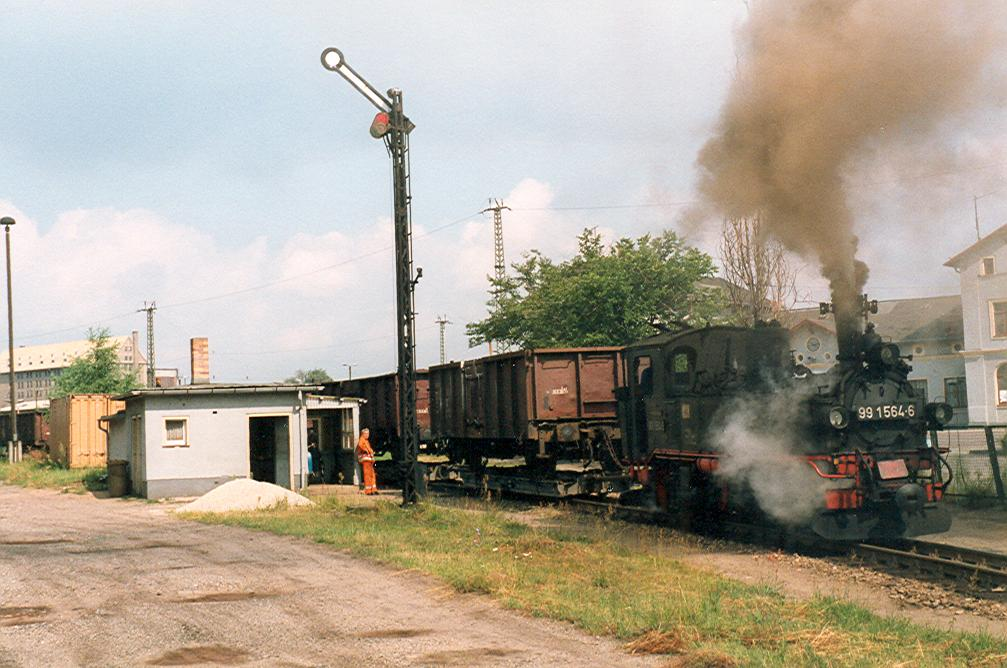
Ausfahrender Güterzug Richtung Mügeln in Höhe des Stellwerks

Der Bahnhof Oschatz wurde am 3. November 1838 als Durchgangsbahnhof im Zuge der Eröffnung der Bahnstrecke Leipzig–Dresden eröffnet. Über die Ausstattung der Gleise zur Anfangszeit gibt es keine Angaben. 1880/1881 wurde das jetzige Empfangsgebäude errichtet. Die Schmalspurbahn Oschatz–Mügeln–Döbeln wurde 1884 südlich von diesem Gebäude angelegt. Über die Gleisanlagen ist aus der Literatur nur zu entnehmen, dass sie zur Anfangszeit noch bescheiden waren. Fotografien aus der Zeit um 1900 zeigen den Bereich um das Empfangsgebäude mit drei Schmalspurgleisen. Auf der Normalspurseite ist hinter dem am Hausbahnsteig haltenden Zug noch umfangreiche Bebauung zu sehen. Es können auf der Normalspurseite keine allzu großen Gleisanlage bestanden haben. Während der Bahnhof nördlich den Charakter eines Durchgangsbahnhofes besaß, war er auf der Schmalspurseite ein End- und Spurwechselbahnhof. 1890 wurde die Strecke nach Strehla eröffnet, dadurch wurden die Abstellanlagen des Schmalspurbahnhofes um 400 m verlängert. Ab 1894 erhielt Oschatz eine Zuckerfabrik, was sich vergrößernd auf die Bahnhofsanlagen auswirkte. Wann diese Anlage den Normalspuranschluss erhielt, ist aus der Literatur nicht zu entnehmen.
Einige Normalspurgleise wurden zum Beginn des Schmalspurbetriebes auch auf die südliche Seite des Bahnhofes verlegt. Bestand anfangs zum Warenumschlag Schmalspur/Normalspur lediglich eine auf den Schmalspurgleis 13 und dem Normalspurgleis 17 liegende Umladehalle, kamen 1898 eine Rollbockgrube hinzu, ab 1906 bestand die Möglichkeit einer Umladung auf Rollwagen. Aus der Anfangszeit der Schmalspurbahn sind folgende Daten der vorhandenen Betriebsmittel und die Mengen der umgeschlagenen Güter vorhanden; innerhalb der ersten zehn Jahre des Betriebes erhöhte sich die Zahl der benötigten Lokomotiven auf neun, bei den benötigten zweiachsigen Personenwagen auf 26 sowie bei den gedeckten Güterwagen auf 41 und bei den offenen Güterwagen auf 189. 1885 betrug bei der Schmalspurbahn die Masse der transportierten Güter noch 39.384 t, 1889 betrug sie schon 81.466 t, 1894 betrug sie 104.296 t, 1909 213.000 t und 1931 397.000 t.

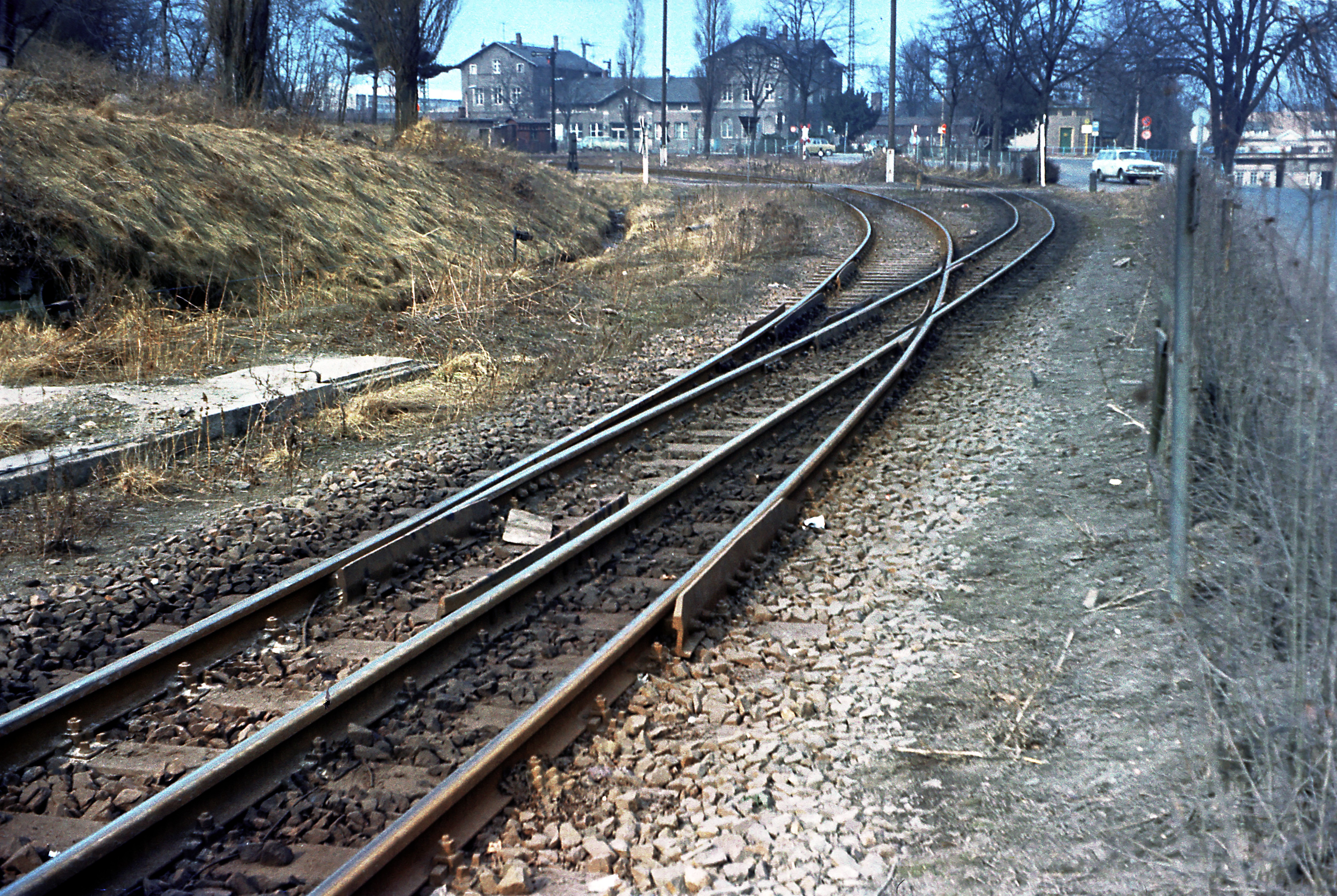
Blick auf die Zusammenführung von Schmalspur- und Normalspurbereich zum Dreischienengleis im Bahnhof Oschatz

Jedenfalls erlangten die Dimensionen des Bahnhofes die Ausmaße, wie sie 1981 noch zu sehen waren, und der Bahnhof war eine wichtige Schnittstelle zwischen der Normalspur und der Schmalspur. Sie besaßen 25 Normalspur- und 18 Schmalspurgleise. Im Schmalspurbereich waren 18 Einfachweichen und im Normalspurbereich 22 Einfachweichen vorhanden. Dazu gab es noch im Normalspurbereich zwei DKW. Zwei mechanische Stellwerke steuerten die Weichen im Normalspurbereich südlich und nördlich des Empfangsgebäudes. Ein 1914 errichtetes Stellwerk der Schmalspurbahn steuerte die Signale für die Ein- und Ausfahrt der Züge, die Weichen mussten von Hand gestellt werden. Von diesem Stellwerk konnte das Signal für die Strecke aus Strehla sowie dessen Abzweigweiche bedient werden. Besonders charakteristisch waren die Einfahrgleise im Schmalspurbereich aus Richtung Mügeln. Diese lagen im Steigungsbereich von 16,7 ‰ Das erforderte für schwere Züge die Zugunterstützung durch die Rangierlokomotive des Bahnhofes. Eine Schutzweiche im Ausfahrbereich des Schmalspurbahnhofes sorgte dafür, dass kein Zug den Bahnhof ungeplant verlassen konnte. Außer den genannten Anlagen besaß der Bahnhof noch eine Überladerampe zum Versenden der Schmalspurfahrzeuge auf Normalspurgleisen. Nördlich des Empfangsgebäudes bestanden die Gleisanlagen auf drei Personenzuggleise für die beiden Bahnsteige (Hausbahnsteig- und Zwischenbahnsteig) und mehrere Güterzuggleise mit dem Güterschuppen und einem zusätzlichen Schuppen mit Ladestraße.
Am 31. Mai 1970 erreichte der Fahrdraht den Normalspurbereich des Bahnhofs Oschatz. Erste Einschnitte im Betrieb des Bahnhofs waren die Beendigung des Rübenverkehrs zur Zuckerfabrik und die Schließung der Schmalspurbahn Oschatz–Strehla. Nach 1989 folgte ein radikaler Rückbau der Gleisanlagen. Von der Deutschen Bahn wurde auf der Nordseite vor dem Empfangsgebäude der Hausbahnsteig weiter westlich verlegt, die Züge werden zum Halt nur noch über Außenbahnsteige an den Gleisen 15 und 3 abgefertigt. Die Gleise 1 und 2 fungieren als Durchfahrtsgleis. Entfernt wurde das Gleis 16. Im Bereich des Empfangsgebäudes können die Züge von dem Gleis 15 auf das Gleis 1 einschwenken. Von der Einfahrt aus Richtung Riesa ist die Einfahrt nur noch auf die Gleise 2 und 3 möglich, die Gleise 4, 6 und 7 sind nur noch von der Bahnhofseinfahrt Leipzig möglich und sind bis zur Bahnhofsmitte gekürzt. Der ehemalige Güterschuppen ist noch vorhanden. Die Gleise 8 bis 13 wurden entfernt. Anstelle der Gleisstellen an der Bahnhofseinfahrt Riesa der genannten Gleise wurde ein Parkplatz eingerichtet.
Auf der Südseite des Empfangsgebäudes wurde 1993 die Normalspurschiene des Dreischienengleises entfernt, auf dieser Seite besteht normalspurseitig nur noch die Zufahrtsmöglichkeit zu der in diesem Jahr neu errichteten Umschlaghalle für den Kaolinumschlag. Seit 1996 wird der gesamte Normalspurbereich von einem elektronischen Stellwerk gesteuert. Das ESTW-A Oschatz war dabei das erste elektronische Stellwerk Sachsens. Es ist heute am ESTW-UZ Wurzen angeschlossen und wird von der Betriebszentrale Leipzig gesteuert. Nachdem im Rahmen des Ausbaus zur Schnellfahrstrecke auch Linienzugbeeinflussung installiert worden war, kam es 2001 fast zu einem schweren Unfall (siehe auch Linienzugbeeinflussung#Fehlfunktionen). Von den Schmalspurgleisen wurden als erstes die Gleise am Empfangsgebäude sowie Gleis 4 entfernt. An ihrer Stelle kam ein Parkplatz und eine Bushaltestelle. Die Schmalspurzüge enden auf Gleis 3, welches als Stumpfgleis ausgeführt ist sowie auf Gleis 5, welches zusammen mit Gleis 6 das Umfahrgleis für die Züge bildet. Zwischen den Gleisen 3 und 5 wurde der Bahnsteig für die Schmalspurbahn eingerichtet, welcher eine Überdachung von dem Normalspurbereich bekam. Die Gleise 7 und 8 wurden ebenso entfernt wie Gleis 13 mit der Umladehalle. Die komplette Übergabeeinrichtung für die Normalspur wurde komplett entfernt. Dafür wurde im Bereich zu den Schmalspurgüterschuppen eine neue Umschlaganlage für den Kaolinverkehr gebaut, die von beiden Spurweiten aus der westlichen Richtung seitlich anfahrbar ist. Der Lokschuppen ist gegenwärtig noch vorhanden, ebenso der Güterschuppen der Schmalspurbahn. Inwieweit diese Gleisbaumaßnahmen der Endzustand sind, muss abgewartet werden, da in der Zwischenzeit der Kaolinverkehr auf der Schiene 2000 eingestellt wurde.
Nach dem Kauf durch die Stadt Oschatz begann Ende 2017 die Sanierung des Empfangsgebäudes, welches größtenteils in seinen Ursprungszustand zurückversetzt werden soll. Im Mittelteil des Gebäudes wird die Döllnitzbahn ab 7. Dezember ein Reisezentrum betreiben. Hauptmieter wird die Abteilung Finanzkontrolle Schwarzarbeit des Hauptzollamtes Dresden.

## Bahnsteige

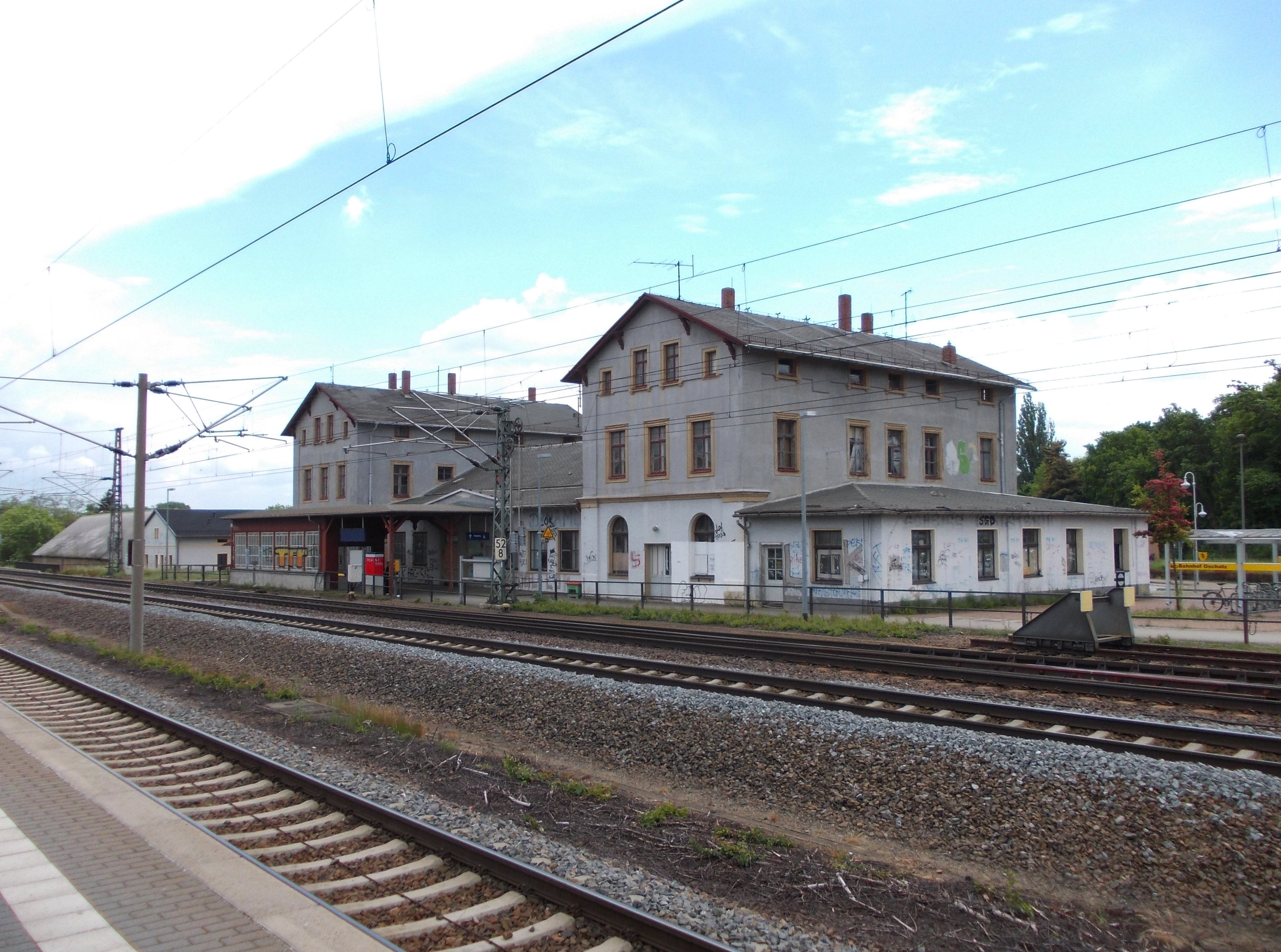
Blick auf die Normalspurgleisanlagen des Bahnhofs Oschatz vom Gleis 3 zum Empfangsgebäude (2013)

Über die Anzahl der Bahnsteige auf der Normalspurseite in der Anfangszeit gibt es in der Literatur keine Angaben. Die Schmalspurbahn besaß um 1905 ein Bahnhofsgleis, welches nah am Empfangsgebäude gelegt wurde sowie zwei Umfahrgleise. Mit der Eröffnung der Schmalspurbahn Oschatz–Strehla wurde ein zusätzliches Bahnhofsgleis angelegt.
Zu Zeiten der größten Ausdehnung besaß die Normalspurseite zwei Bahnsteige, den Hausbahnsteig für das Gleis 1 und einen Inselbahnsteig für die Gleise 2 und 3. Die Schmalspurgleise benutzten die vorhandenen Gleise mit Zugang vom Empfangsgebäude in Höhe der Einfahrweiche. Der übrige Bereich war mit einem Zaun abgesperrt. 

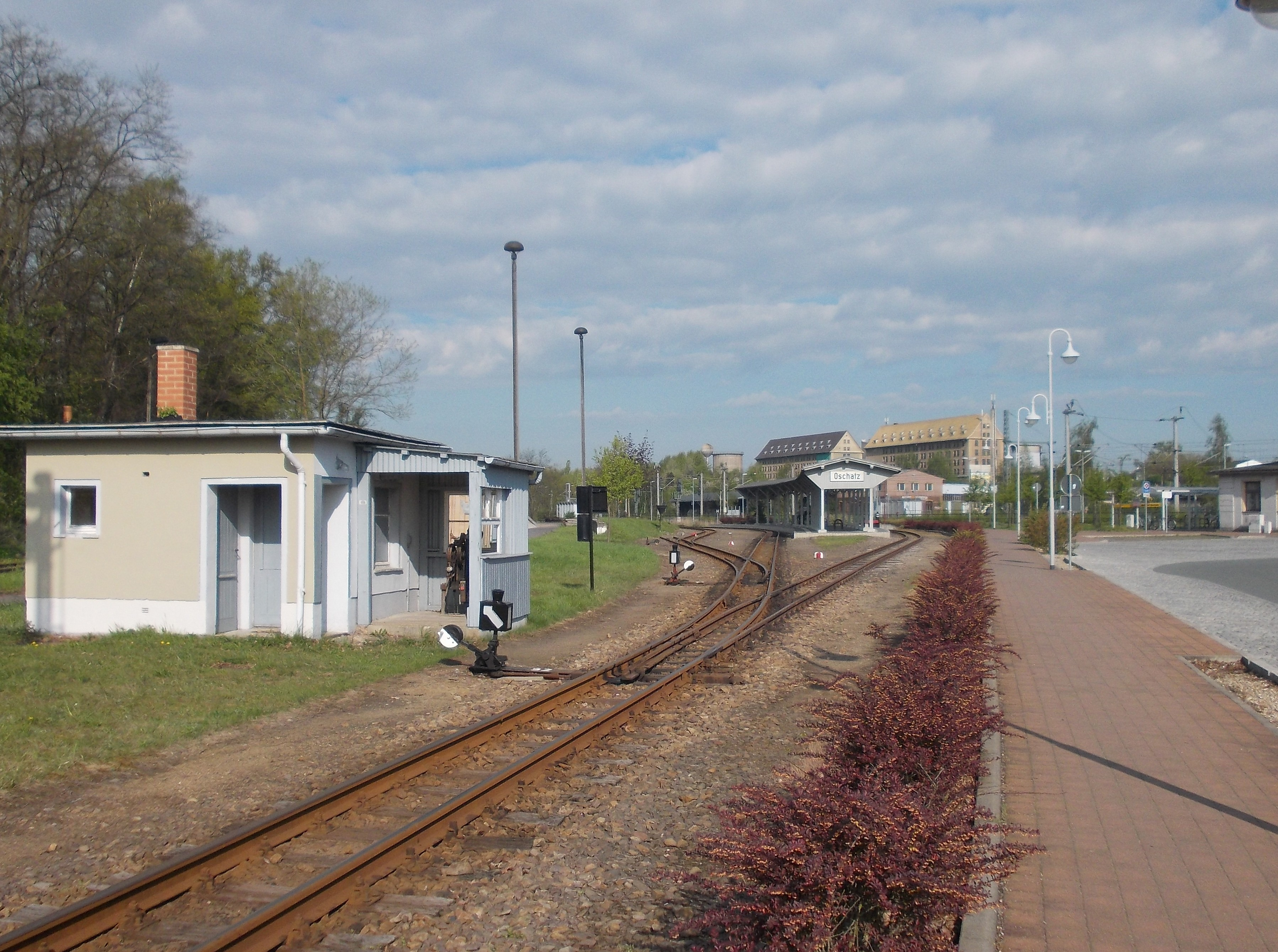
Blick auf den Schmalspurbereich des Bahnhofs Oschatz (2014)

Heute wurden auf der Normalspurseite der Hausbahnsteig weiter westlich an das Gleis 15 verlegt, und die Züge halten nur auf den Gleisen 15 und 3. Die Normalspurgleise 1 und 2 sind Durchfahrtsgleise. Auf der Schmalspurseite ist der Zugang von dem ehemaligen Hausbahnsteig der Normalspurbahn realisiert. Der Bahnsteigbereich wurde großzügig ausgebaut und überdacht. 

## Verkehr

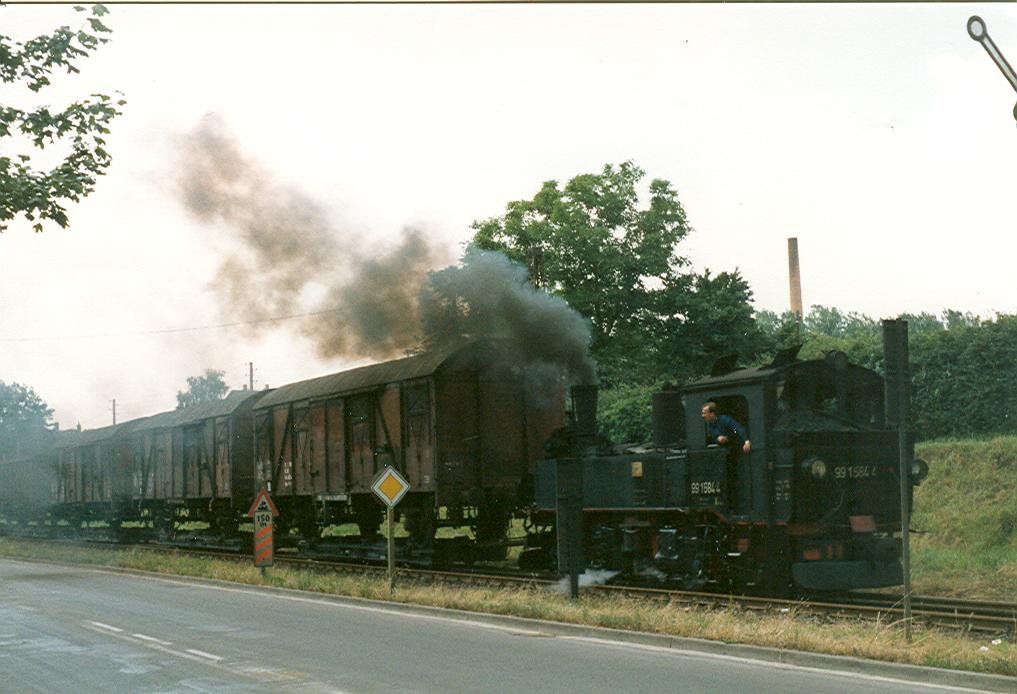
Zug aus Mügeln 1991 in dem Dreischienengleis des Bahnhofes vor der Bahnhofseinfahrt

Die Normalspurseite war von Anfang an durch starken Personen- und Güterverkehr geprägt. Angaben über die Anzahl der verkehrenden Züge sind aus der Literatur nicht zu entnehmen. 
Auf der Schmalspurseite liegen hingegen detaillierte Angaben vor. Im Güterverkehr wurden vorwiegend der Rübenverkehr abgewickelt, es wurden Kohlen, Koks, Kaolin, Getreide, Kartoffeln, Baustoffe, Bau- und Düngekalk, Mehl, Futtermittel, Langholz, Düngemittel und Stroh befördert. Im Personenverkehr fuhren 1894 auf der Bahn von Oschatz nach Mügeln täglich fünf Zugpaare, im selben Jahr waren es zwischen Oschatz und Strehla vier Zugpaare. 1914 verkehrten zwischen Oschatz und Mügeln sechs Zugpaare, zwischen Oschatz und Strehla waren es fünf. 1925 verkehrten zwischen Oschatz und Mügeln fünf Zugpaare, zwischen Oschatz und Strehla waren es vier Zugpaare. 1939 waren es sieben Zugpaare, die zwischen Oschatz und Mügeln eingesetzt waren, zwischen Oschatz und Strehla verkehrten sechs Zugpaare. 1943 verkehrten zwischen Oschatz und Mügeln lediglich fünf Zugpaare. Für die Strecke Oschatz–Strehla liegen für den Zeitraum 1946/1947 die Angaben von drei Zugpaaren vor. 1950/51 waren es sieben Zugpaare, die zwischen Oschatz und Mügeln verkehrten. Zwischen Oschatz und Strehla verkehrten zur selben Zeit drei Zugpaare. 1965/66 waren es noch drei Zugpaare zwischen Oschatz und Strehla. 1971/1972 waren es zwei Zugpaare zwischen Oschatz und Mügeln. Im letzten Betriebsjahr waren es zwischen Oschatz und Strehla lediglich zwei Zugpaare, die noch verkehrten.
Seit 1974 fuhr vom Bahnhof Oschatz vorerst kein Personenzug mehr. Dieser wurde überraschend 1995 zwischen Oschatz, Mügeln und Kemmlitz im Schülerverkehr wieder aufgenommen. 1996 waren es vier Zugpaare, von denen eines bis Kemmlitz weitergeführt wurde. 2002 beförderte die Döllnitzbahn werktags zehn Züge zwischen Oschatz und nunmehr Altmügeln. Hinzu kommen noch zahlreiche Dampfsonderfahrten.

## Lokbahnhof Oschatz

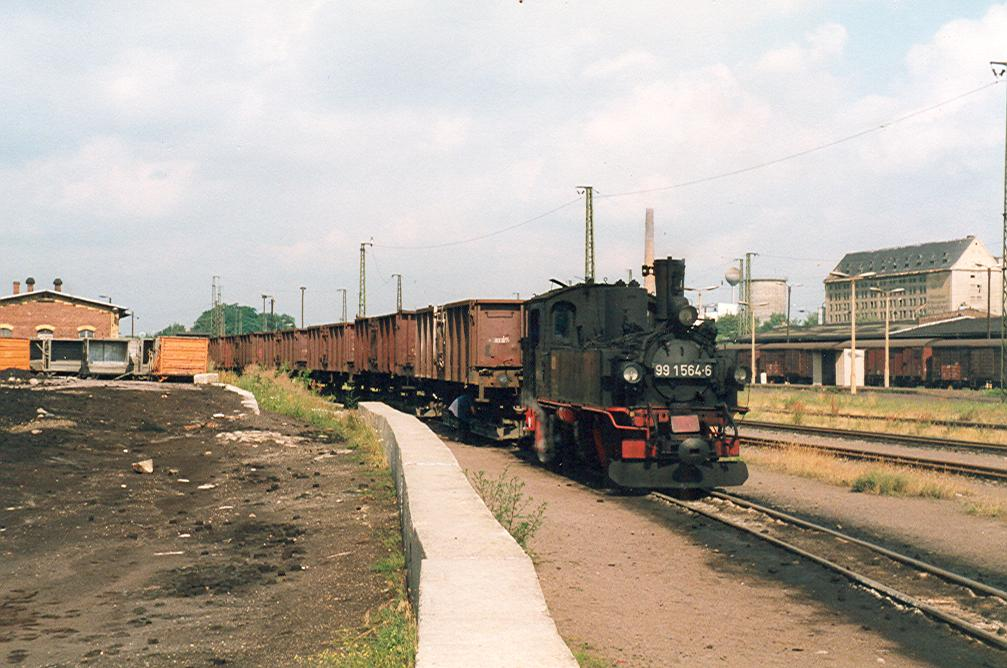
Bereitstehender Güterzug in Oschatz 1991 vor dem ehemaligen Schmalspurgüterschuppen, dahinter war der Lokschuppen

Schon von Anfang an besaß der Bahnhof Oschatz einen zweiständigen Lokschuppen mit einer Länge von 13 m für die Beheimatung der hier stationierten Maschinen. Anfangs war die Zufahrt zu den Lokschuppen von der östlichen Seite aus. Dazu gehörten ein Kohleschuppen, eine Löschegruppe und eine Wasserstation. Beim Umbau 1898 wurde die Einfahrt auf die westliche Seite verlegt, zum Ausschlacken mussten die Lokomotiven durch den Schuppen fahren. Später wurden die Durchfahrten entfernt und noch ein kleiner Anbau auf der Südseite angebaut. In der Regel waren im Schuppen lediglich eine Reservemaschine hinterstellt. Diese Lokomotive erledigte den Rangierdienst im Bahnhof und war für die Vorspanne zur Einfahrt bei Überlast zuständig. Behandelt wurden die Stammmaschinen der Schmalspurbahn Oschatz–Strehla und Schmalspurbahn Oschatz–Mügeln–Döbeln nebeneinander. Offensichtlich reichten die Gleise des Lokschuppens, es hat bis heute keine Erweiterung gegeben. Zur Reparatur der hier stationierten Rollwagen wurde später auf der Westseite des Bahnhofes eine Werkstatt für die Reparatur errichtet, die heute noch vorhanden ist. Vorher mussten die Reparaturen unter freiem Himmel durchgeführt werden. Die Zuständigkeit des Heizhauses änderte sich mehrmals; ab 1906 unterstand es dem Maschinenamt Dresden I, ab 1923 dem Bw Riesa, ab 1951 dem Bw Mügeln. 1970 wurde der Lokbahnhof Oschatz aufgelöst. 
Heute hat der Förderverein Förderverein Wilder Robert im Heizhaus sein Domizil, in dem Unterstellung, Wartung und Reparatur der historischen Fahrzeuge erfolgt. 

### Beheimatete Lokomotiven

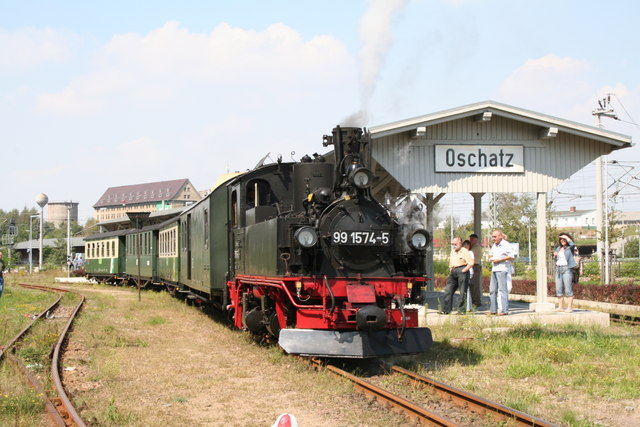
Dominierende Lokomotiven im Mügelner Netz waren die IV K, hier die 99.1574 2007 im Schmalspurbahnhof

Zum Betriebsbeginn startete der Betriebsdienst in Oschatz mit zwei Lokomotiven der Gattung I K. Auf Grund der eher flachen Topografie der abgehenden Strecken genügten diese Lokomotiven über viele Jahre. Durch die Aufstockung des Lokbestandes waren bald genügend Lokomotiven dieser Reihe vorhanden. Eine Reihe der II K versah um 1920 einige Zeit hier Dienst. 1927 kam mit der 99 516 die erste Lokomotive ihrer Gattung in Oschatz an, die über 40 Jahre lang hier Stammlok blieb. Seit dieser Zeit sind die Lokomotiven dieser Gattung hier Stammloks. Grund für diese Stationierung war die Lastbegrenzung einiger Bauteile, besonders die Stützmauer der Döllnitz im Stadtbereich von Oschatz, die den Einsatz größerer Lokomotiven nicht zuließen.

### Beheimatete Wagen und Nebenfahrzeuge
Von je her besaß der Bahnhof Mügeln eine große Anzahl von Personen- und Güterwagen für die Abwicklung des starken Verkehrs auf dem Mügelner Netz. Ein Teil der Güterwagen wurden für einzelne Erntehöhepunkte wie die Rübenkampagne vorgehalten. Die Nähe zu den Spurwechselbahnhöfen machte die Vorhaltung von Rollwagen erforderlich. Für den Kaolinverkehr wurden zuletzt mehrere schmalspurige Behälterwagen verwendet, bis die Gruben in Kemmlitz auf den Straßenverkehr umstellten.

## Heutige Nutzung

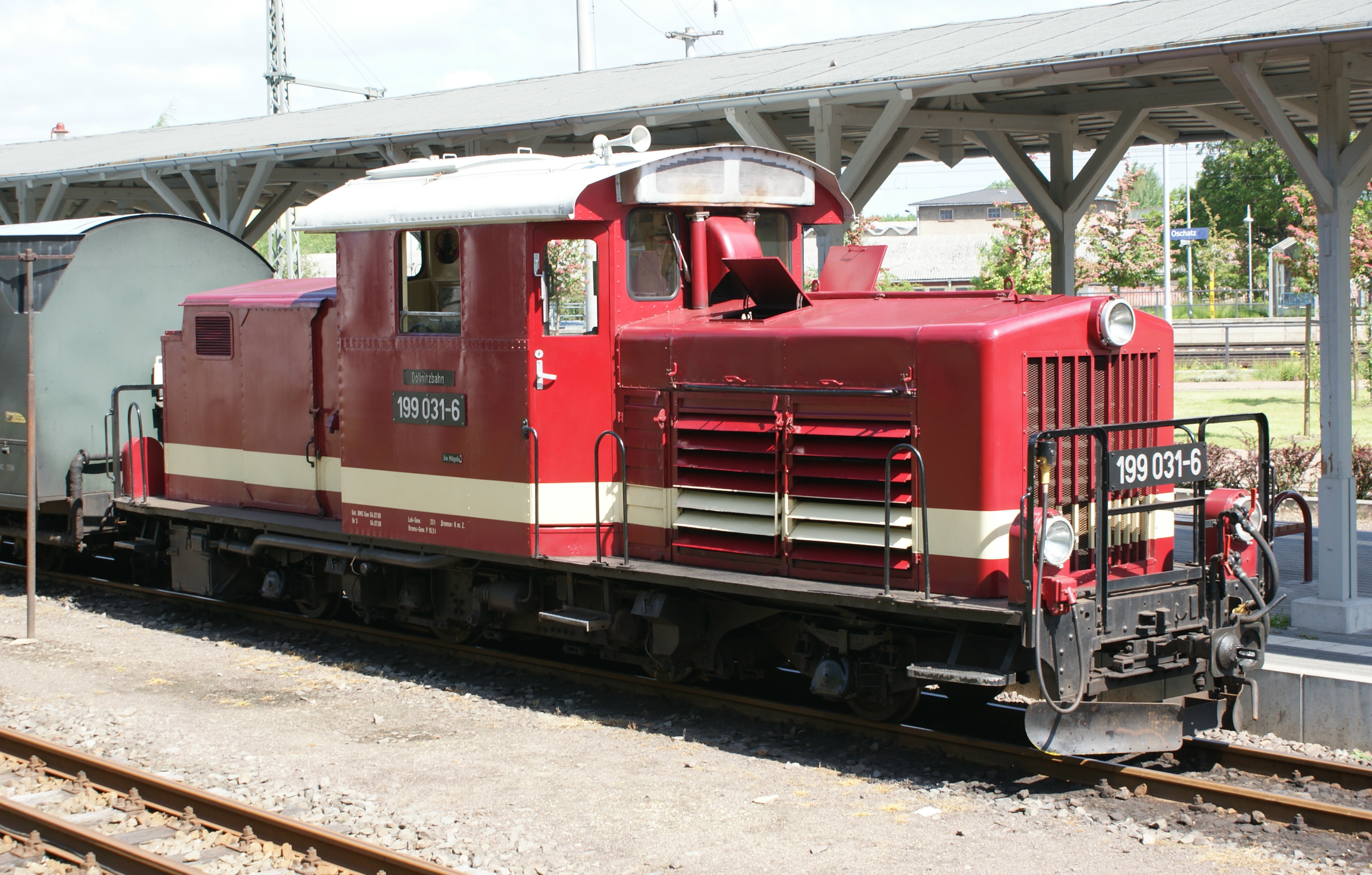
Heute eingesetzte Lokomotiven im Mügelner Netz: die ÖBB 2091

Der Bahnhof wird vom Regionalverkehr in Richtung Leipzig und Dresden im Stundentakt durch den RE 50 Saxonia-Express der DB Regio Südost bedient. Seit der Inbetriebnahme der S-Bahn Mitteldeutschland im Dezember 2013 fahren einzelne S-Bahn-Züge über Wurzen hinaus nach Oschatz. 
Am 17. Dezember 1993 wurde auf die Strecke zwischen Oschatz und Mügeln der Betrieb von der Döllnitzbahn aufgenommen. Seither führt diese Gesellschaft den Schülerverkehr auf den verbliebenen Strecken des Mügelner Netzes durch. 
Im Umfeld des Bahnhofs stehen mehr als 200 Parkplätze für Pendler zur Verfügung, welche teilweise mit Fördermitteln des ZVNL errichtet wurden.